# Liz Wilson
Elizabeth Wilson detta (Liz) è un personaggio immaginario e una dei personaggi principali del fumetto Garfield.

## Il personaggio
Liz fece la sua prima apparizione nella striscia il 26 giugno 1979, inizialmente era l'interesse amoroso di Jon ma in seguito divenne la sua fidanzata.
È la veterinaria di Garfield ed è una donna intelligente, cinica, sarcastica, dolce, premurosa, amante degli animali, impassibile, sardonica e affascinante, ha i capelli neri avvolti in una coda, ciglia lunghe, pelle olivastra e rossetto rosso nelle labbra, quando è al lavoro è vestita con un camice bianco da infermiera con scarpe blu mentre quando non è al lavoro è vestita con un abito nero con tacchi alti neri sebbene in alcuni appuntamenti con Jon abbia portato vestiti diversi, disse scherzosamente a Jon che il suo nome per esteso fosse "Lizard" (lucertola), quando è arrabbiata, a detta di Jon, il suo naso si contrae.

## Relazione con gli altri personaggi

### Jon Arbuckle
Jon tentò di chiederle di uscire molte volte nel corso degli anni, ma raramente ci riusciva. Quando accettava, di solito gli appuntamenti diventavano disastrosi (di solito a causa dell'arrivo di Garfield all'appuntamento o perché Jon faceva qualcosa di imbarazzante).
Nel 2006, mentre è ad un appuntamento con Ellen, Jon scopre che Liz è allo stesso ristorante insieme ad un altro. Dopo un imbarazzante incontro reciproco, Liz ha finalmente ammesso di provare sentimenti per Jon, i due sono diventati una coppia da allora, anche se la goffaggine di Jon continuava a divertire e imbarazzare Liz.

### Garfield
Inizialmente, Liz trattava Garfield come un semplice paziente e non gli importava molto di lui. Quando divenne la fidanzata di Jon, Liz tentò di fare pace con Garfield, ma inizialmente era geloso di Liz perché sentiva che stava entrando nel loro stile di vita. Garfield si è alla fine riscaldato alla presenza di Liz (con alcune offerte di pizza) e ora tollera Liz al minimo.

### Odie
Liz trova Odie carino e spesso quando va a casa di Jon è vista con Odie in braccio mentre lo accarezza.

## Altri media
Nella serie animata Garfield e i suoi amici, Liz ha un ruolo simile alle strisce apparendo nel ruolo di interesse amoroso di Jon e veterinaria di Garfield, nel film con attori in carne ed ossa Garfield - Il film, Liz è interpretata da Jennifer Love Hewitt, sebbene sia, come nel fumetto, intelligente, dolce, amante degli animali, spiritosa, l'interesse amoroso di Jon e la veterinaria di Garfield, a differenza del fumetto non è cinica o sardonica ed è innamorata di Jon e si conoscono fin dal liceo, nella serie animata in CGI The Garfield Show, Liz è, come nel fumetto, la fidanzata di Jon e la veterinaria di Garfield ed è cinica, sarcastica e sardonica come nel fumetto.